# Sylvain Dupuis
Sylvain Dupuis   (Lieja, 9 d'octubre de 1856 - Bruges, 28 de setembre de 1931) va ser un director, compositor, oboista i educador belga.
Dupuis es va formar al Conservatori Reial de Lieja. Després de graduar-se el 1878, va ser nomenat professor de harmonia a la facultat d'aquesta escola. El 1911 va succeir a Jean-Théodore Radoux com a director del conservatori. Entre els seus notables alumnes hi havia Charles Houdret.
Dupuis va treballar activament com a compositor durant la primera part de la seva carrera, però més tard es va veure més implicat en el seu treball com a director d'òpera i professor de música. Com a resultat, la majoria de les seves obres daten abans de 1900. El 1879 va guanyar el Premi belga de Roma per la seva cantata Le Chant de la Création. En la dècada de 1880 va compondre dues òperes, Moîna i Coûr d'ognon. Les seves altres composicions inclouen diverses cantates seculars, el poema simfònic Macbeth, un concertino per a oboè i orquestra, diverses obres corals i música per a orgue solista, piano, violí i violoncel.
El 1890 Dupuis va ser nomenat per a la direcció del Théâtre de la Monnaie, i el 1900 va assumir el paper de director principal d'aquesta casa. Va dirigir les primeres produccions de "Götterdämmerung" (13 de gener de 1891),
- Die Entführung aus dem Serail (15 de febrer de 1902),
- Tosca (2 d'abril de 1904),
- Alceste (14 de desembre de 1904),
- La condemnació de Faust (21 de febrer de 1906),
- Les Troyens (27 de desembre 1906),
- Salomé (26 de març 1907),
- Fortunio (4 de gener 1908),
- Ariane et Barbe-bleue (2 de gener 1909),
- Madama Butterfly (29 d'octubre 1909),
- Elektra (26 de maig de 1910),
- Feuersnot (16 de març de 1911),
- Roma (15 de gener de 1913).

També va realitzar nombroses estrenes mundials, incloent l'òpera d'Ernest Chausson Le Roi Arthus (30 de novembre 1903), Albert Dupuis's Martylle (3 de març 1905), Albert Roussel's Simfonia núm. 1, el Poème de la Forêt (22 de març 1908), Pierre de Bréville's Éros Vainqueur (7 de març 1910), Cesare Galeotti's Dorisse (18 d'abril 1910), i Vincent d'Indy's Li chant de la cloche (21 de novembre 1912). També va dirigir l'estrena de la tercera i última revisió de Pepita Jiménez, d'Isaac Albéniz, el 3 de gener de 1905.
Dupuis va morir a Bruges menys de dues setmanes abans del seu 75è aniversari.

## Honors
- Comanament de l'Orde de Leopold.[3]